# HSG Graz
Die HSG Graz ist ein österreichischer Handballverein aus Graz.
Der aktuell unter dem Namen eines der Hauptsponsoren als HSG Holding Graz spielende Verein wurde 1997 gegründet. Die erste Herren-Mannschaft des Vereins (in Österreich: Kampfmannschaft) spielt in der HLA Meisterliga, der höchsten österreichischen Handballliga. Heimspielstätte ist der 2018 neuerbaute Raiffeisen Sportpark in der Grazer Hüttenbrennergasse.

## Geschichte
Nachdem der in den 1980er- und 1990er-Jahren erfolgreiche Verein HC Waagner Biro an Bedeutung verloren hatte, wurde 1997 die HSG Graz neu gegründet. Bereits 2002 erfolgte ein Aufstieg in die Handball Liga Austria, dem jedoch 2003 aufgrund von Subventionskürzungen ein freiwilliger Abstieg in die zweitklassige Handball Bundesliga Austria folgte. 2016 wurde der Verein Vizemeister der HBA, 2017 konnte Platz 2 im ÖHB-Cup sowie der Sieg in der HBA und somit der erneute Aufstieg in die Spusu Liga erreicht werden. In der Saison 2018/19 schaffte man mit Trainer Ales Pajovic mit dem Erreichen des Viertelfinals in der spusu Liga das beste Ergebnis der Vereinsgeschichte. Nach dem Bekannt werden des neuen österreichischen Nationalteamtrainers, musste HSG Coach Ales Pajovic mit dem Ende der Saison 2018/19 den Verein als Cheftrainer verlassen. Im Mai 2019 präsentierte man den neuen Trainer Damir Djukic. Von 2021/22 bis 2023/24 wurde der Erstligist von René Kramer trainiert. Seit der Saison 2024/25 fungiert Spyros Balomenos als Trainer.

## Kader 2024/25
| Nr. | Name                  | Nationalität | Position                   | im Verein seit | Letzter Verein       |
| --- | --------------------- | ------------ | -------------------------- | -------------- | -------------------- |
| 12  | Thomas Eichberger     | Österreicher | Tor                        | 2024           | UHK Krems            |
| 16  | Jovo Budović          | Serbe        | Tor                        | 2023           | HSG Bärnbach/Köflach |
| 92  | Daniel Weinhappl      | Österreicher | Tor                        | 2014           | HIB Graz             |
| 4   | Paul Hinterreiter     | Österreicher | Rückraum Mitte             | 2024           | Jugend               |
| 7   | Matej Galina          | Slowene      | Rückraum Rechts            | 2024           | UHC Hollabrunn       |
| 11  | József Albek          | Ungar        | Rückraumspieler            | 2017           | HIB Graz             |
| 14  | Markus Höfer          | Österreicher | Linksaußen                 | 2022           | HIB Graz             |
| 15  | Paul Offner           | Österreicher | Linksaußen                 | 2021           | HC Bruck             |
| 20  | Thomas Scherr         | Österreicher | Rechts Außen               | 2017           | HSG Bärnbach/Köflach |
| 23  | Nemanja Beloš         | Serbe        | Rückraum Links             | 2017           | Bregenz Handball     |
| 24  | Florian Schimmel      | Österreicher | Rückraum Rechts            | 2011           | --                   |
| 29  | Lukas Schweighofer    | Österreicher | Kreis                      | 2023           | Alpla HC Hard        |
| 30  | Kilian Schranz        | Österreicher | Rückraum Mitte             | 2024           | HIB Graz             |
| 33  | Leonhard Schweighofer | Österreicher | Rückraum Mitte, Linksaußen | 2011           | --                   |
| 66  | Ramon Raschid         | Österreicher | Kreis                      | 2019           | --                   |
| 77  | Jurij Jensterle       | Slowene      | Rückraum Mitte             | 2021           | Valence Handball     |
| 93  | Borjan Damjanoski     | Mazedonier   | Rückraum Mitte             | 2013           | --                   |

| Zugänge 2024/25 - Matej Galina (UHC Hollabrunn) - Kilian Schranz (HIB Graz) - Thomas Eichberger (UHK Krems) | Abgänge 2024/25 - Srđan Predragović (Bregenz Handball) - Djordje Pisaric (SCM Politehnica Timișoara) - Linus Weber (unbekannt) |

| Zugänge 2025/26 - Jura Egon Juranic (SC Ferlach) - Matic Kotar (Bregenz Handball) | Abgänge 2025/26 - József Albek (Athinaikos Handball) - Ramon Raschid (Karriereende) - Jovo Budović (HSG Bärnbach/Köflach) |

## Trainer

### Trainer
(seit 2012)
| - Spyros Balomenos (seit 2024) - René Kramer (2021–2024) - Romas Magelinskas (2020–2021) | - Damir Djukic (2019–2020) - Aleš Pajovič (2015–2019) | - Alan Belko (2014–2015) - Goran Pajicic (2012–2014) |